# 26. duben
26. duben je 116. den roku podle gregoriánského kalendáře (117. v přestupném roce). Do konce roku zbývá 249 dní. Svátek má Oto.

## Události

### Česko
- 1871 – Česká premiéra Wagnerovy opery Mistři pěvci norimberští v Praze.
- 1917 – Při střelbě vojáků do hladové demonstrace v Prostějově zahynulo 23 osob a 80 jich bylo raněno.
- 1942 – Bombardéry RAF, s pozemní podporou československých parašutistů, zaútočily na Škodovy závody a seřaďovací nádraží v Plzni. Nálet však nebyl úspěšný.
- 1945 – Sovětská vojska 2. ukrajinského frontu osvobodila Brno.
- 1952 – V Mariánských Lázních byl ukončen provoz tramvají.
- 1955 – Slavnostní odhalení památníku Rudé armády na náměstí Rudé armády v Brně. Dnešní datum bylo vybráno k výročí osvobození Brna. Autorem sochy je Vincenc Makovský.

### Svět
- 1248 – V Paříži byla vysvěcena kaple Sainte-Chapelle, kterou nechal postavit francouzský král Ludvík IX. pro uložení trnové koruny.
- 1336 – Italský básník Francesco Petrarca vystoupil se svým bratrem na horu Mont Ventoux, což potom popsal ve svém díle Výstup na horu Ventoux.
- 1478 – v katedrále Santa Maria del Fiore spáchala rodina Pazzi atentát na hlavy rodu Medici, ovládajícího Florencii, Lorenzo I. Medicejský atentát přežil.
- 1514 – Mikuláš Koperník v polském Fromborku poprvé pozoruje Saturn.
- 1564 – Křest Williama Shakespeara v anglickém Stratfordu nad Avonou (přesné datum narození není známo).
- 1607 – Expedice z Anglie, vedená Johnem Smithem, vstoupila na americkou půdu u Cape Henry, Virginie, aby zde založili první stálou osadu na Západní polokouli.
- 1654 – Židé jsou vyhnáni z Brazílie
- 1655 – Nizozemská západoindická společnost zamítla požadavek Petera Stuyvesanta vyloučit Židy z New Amsterdamu
- 1677 – Císař Leopold I. založil Innsbruckou univerzitu
- 1709 – Oranžský kníže Jan Vilém Friso se žení s lankraběnkou Marii Louisou Hesensko-Kasselskou. Od konce druhé světové války jsou posledními společnými předky všech evropských vládnoucích panovníků.
- 1721 – Silné zemětřesení zničilo íránské město Tabríz
- 1799 – Francouzské revoluční a napoleonské války: Začala bitva na řece Addě.
- 1803 – Tisíce fragmentů meteorů padaly z nebe v L'Aigle ve Francii. Událost přesvědčila evropské vědce, že meteory existují.
- 1828 – V reakci na turecké porušení akkermanské úmluvy vyhlásilo carské Rusko válku Osmanské říši. Nastalá rusko-turecká válka skončila následující rok ruským vítězstvím.
- 1915 – Podepsání Londýnské dohody, která definovala soubor podmínek vstupu Italského království do první světové války na straně Dohody.
- 1933 – Založení Gestapo, oficiální tajné policejní síly v nacistickém Německu.
- 1937 – Proběhl nálet na španělskou vesnici Guernica.
- 1943 – Witold Pilecki utekl v noci z koncentračního tábora Osvětim.
- 1964 – Tanganika a Zanzibar společně vytvořili Tanzanii pod vedením Julia Nyerere.
- 1986 – Došlo k nejhorší jaderné havárii v sovětské jaderné elektrárně Černobyl.
- 2015 – Kazašský prezident Nursultan Nazarbajev si v prezidentských volbách zajistil další čtyřleté funkční období.
- 2025 – Proběhl pohřeb papeže Františka. Je pohřben v hrobce baziliky Panny Marie Sněžné v Římě.

## Narození

### Česko

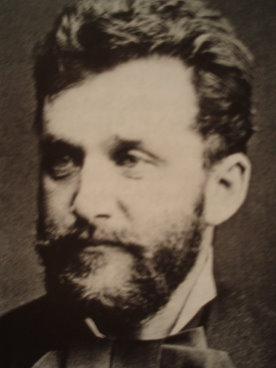
Julius Zeyer (* 1841)

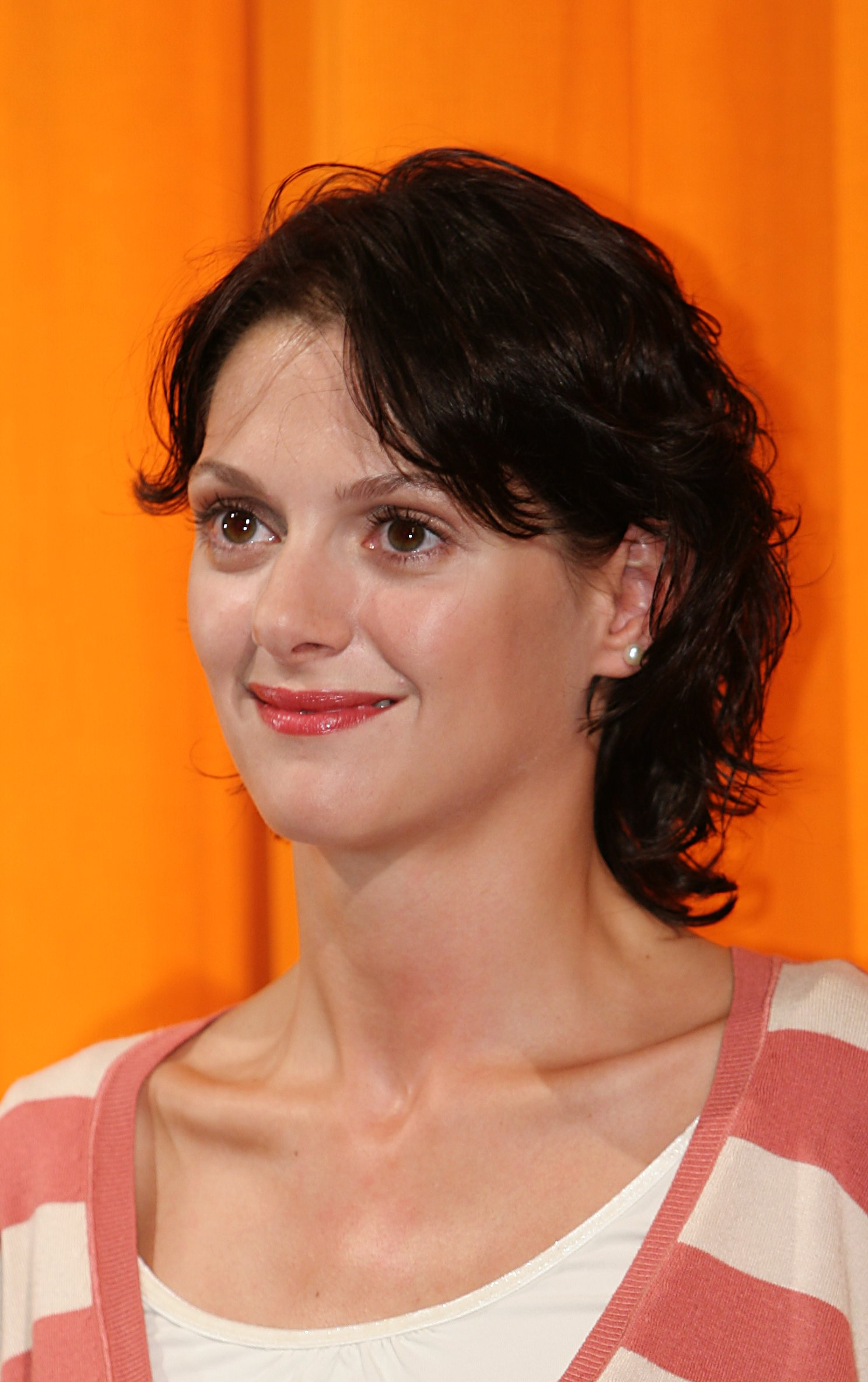
Klára Issová (* 1979)

- 1841 – Julius Zeyer, spisovatel († 29. ledna 1901)
- 1846 – Antonín Wiehl, architekt, představitel historismu († 4. listopadu 1910)
- 1862 – Vladimír Makovický, československý podnikatel a politik († 15. února 1944)
- 1867 – Josef Vlasák, generál a velmistr Rytířského řádu Křižovníků s červenou hvězdou († 17. prosince 1958)
- 1869 – Arnošt Hofbauer, malíř a grafik († 11. ledna 1944)
- 1877 – Zikmund Polášek, hudebník († 2. června 1933)
- 1882 – Ernst Schollich, československý politik, starosta Nového Jičína († květen 1945)
- 1886 – František Nosek, československý právník, politik, meziválečný ministr a poslanec († 17. dubna 1935)
- 1888 – Hans Krebs, sudetoněmecký nacionálně-socialistický politik († 15. února 1947)
- 1892 – Ludmila Hořká, spisovatelka, publicistka a folklóristka († 6. října 1966)
- 1896
  - Josef Solar, grafik, kaligraf a malíř († 1977)
  - Jaroslav Jankovec, dirigent a hudební skladatel († 6. září 1961)
- 1900 – Alén Diviš, malíř a ilustrátor († 15. listopadu 1956)
- 1911 – Erich Orlický, skladatel († 1982)
- 1920 – František Peterka, akademický malíř, grafik a ilustrátor († 11. září 2007)
- 1921
  - Václav Vaško, diplomat, politický vězeň, katolický aktivista a spisovatel († 20. května 2009)
  - Václav Švéda, člen skupiny bratří Mašínů († 2. května 1955)
- 1923 – Leopold Pospíšil, americký právník a antropolog práva
- 1932 – Stanisław Zahradnik, badatel, spisovatel a polský menšinový pracovník působící v české části Těšínska
- 1934 – Jaroslav Dufek, herec († 30. září 2011)
- 1941
  - Jan Antonín Pacák, výtvarník a hudebník († 23. března 2007)
  - Jiří Bis, sociálně-demokratický politik, senátor a odborník na energetiku († 3. října 2018)
- 1943 – Dominik Duka, dominikán a 36. arcibiskup pražský a primas český, kardinál
- 1945 – Petr Oslzlý, dramaturg, scenárista, herec a pedagog
- 1946 – Jaromír Tůma, publicista a moderátor
- 1947
  - Pavel Fořt, český kytarista, baskytarista, kapelník, skladatel
  - Jorga Kotrbová, česká herečka
- 1950 – Vlastimil Třešňák, písničkář, prozaik, výtvarník a herec
- 1956 – Jiří Skalický, politik
- 1960 – Milan Cieslar, režisér
- 1964 – Luděk Navara, spisovatel literatury faktu, publicista, scenárista a historik
- 1970 – Alena Dvořáková, fotografka
- 1974 – Richard Dostálek, fotbalista
- 1976 – Václav Varaďa, hokejista
- 1979 – Klára Issová, herečka
- 1983 – Ondřej Šourek, fotbalista
- 1993 – Schyzo, rapper a hudební producent

### Svět

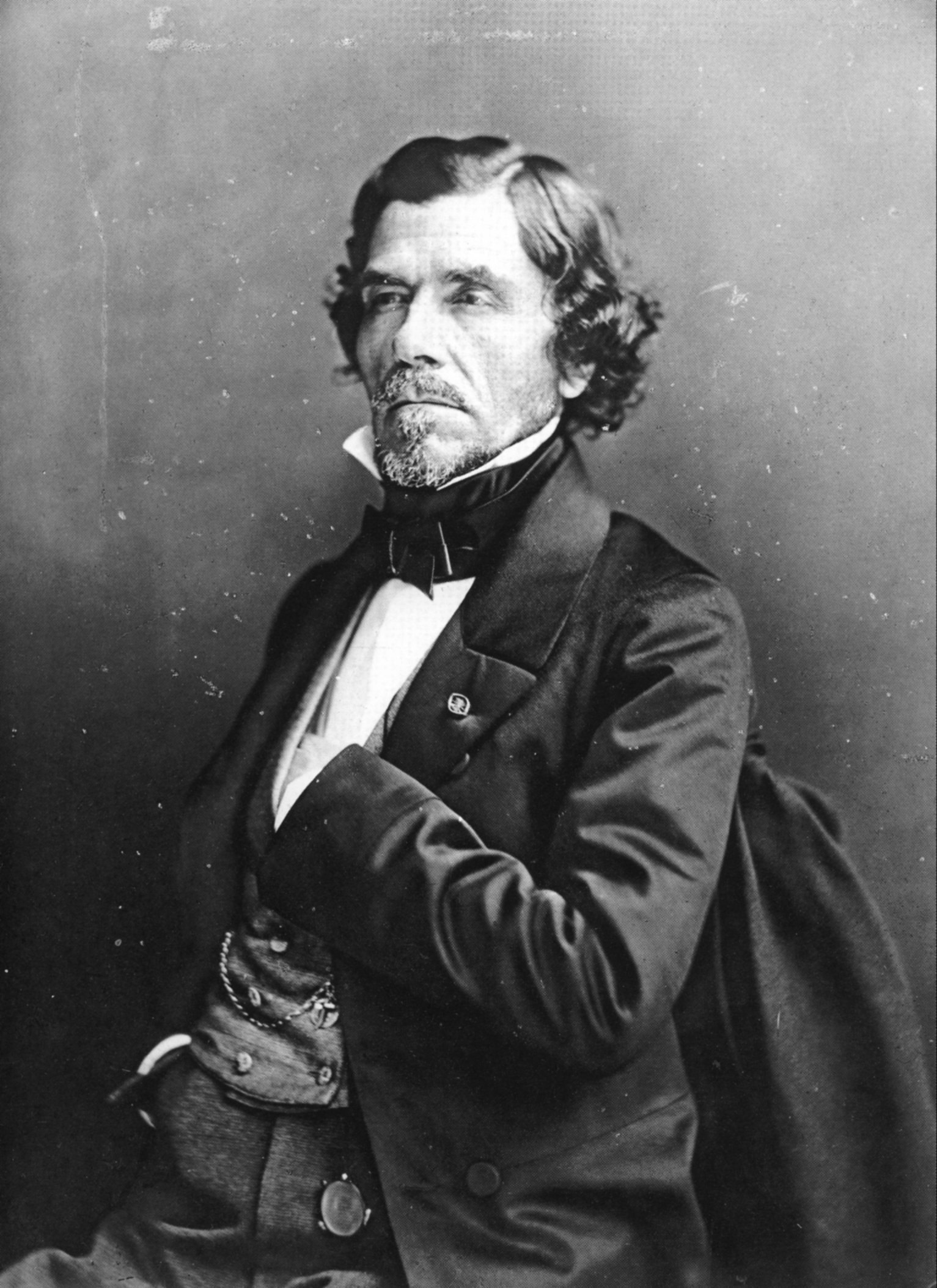
Eugène Delacroix (* 1798)

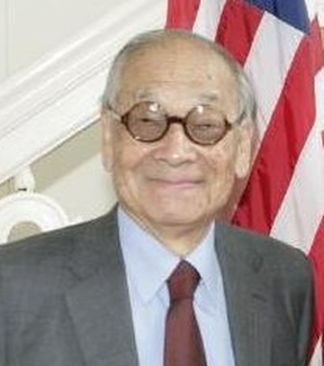
Ieoh Ming Pei (* 1917)

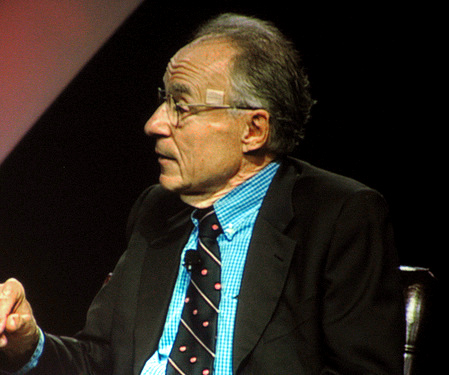
Arno Allan Penzias (* 1933)

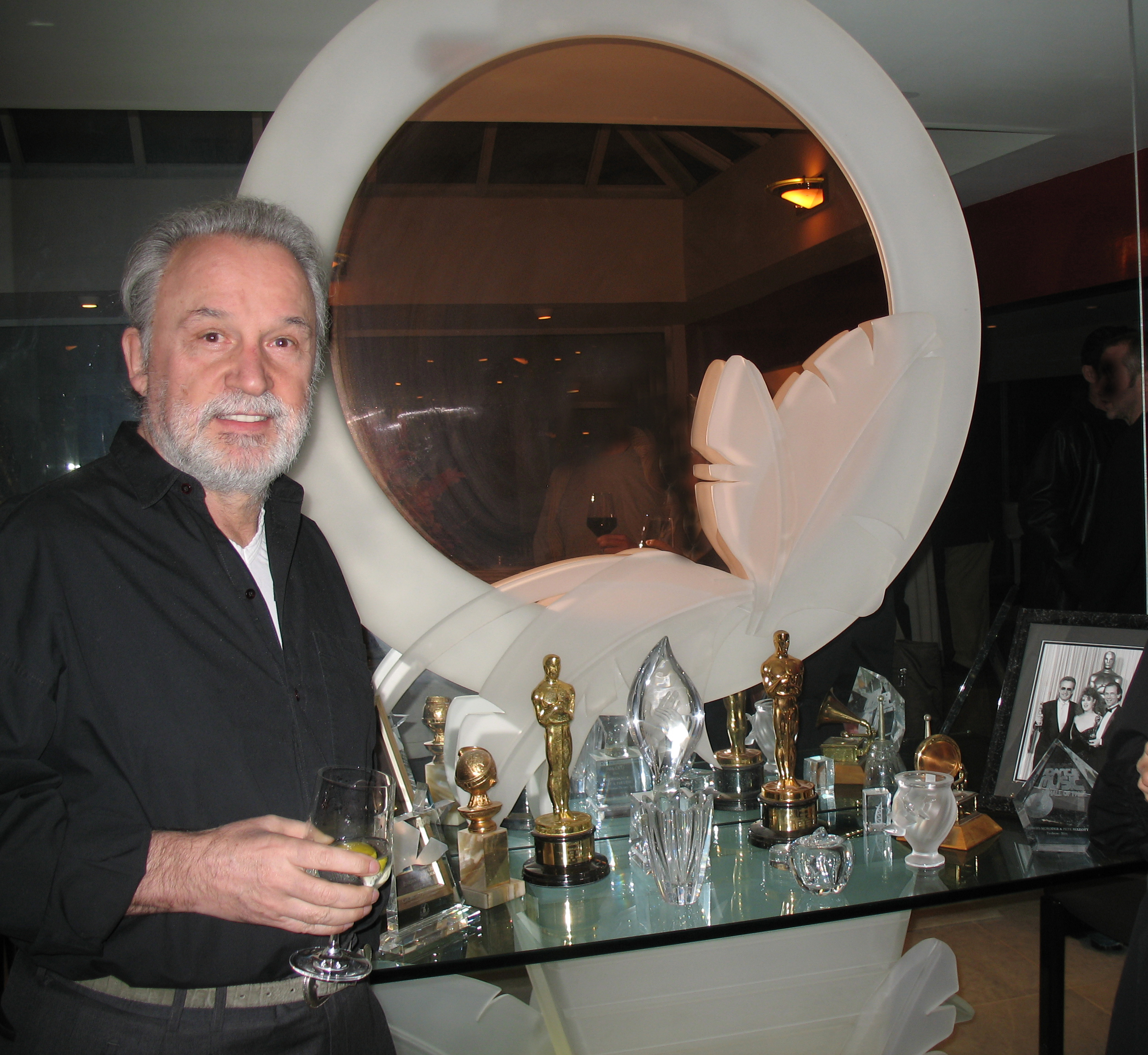
Giorgio Moroder (* 1940)

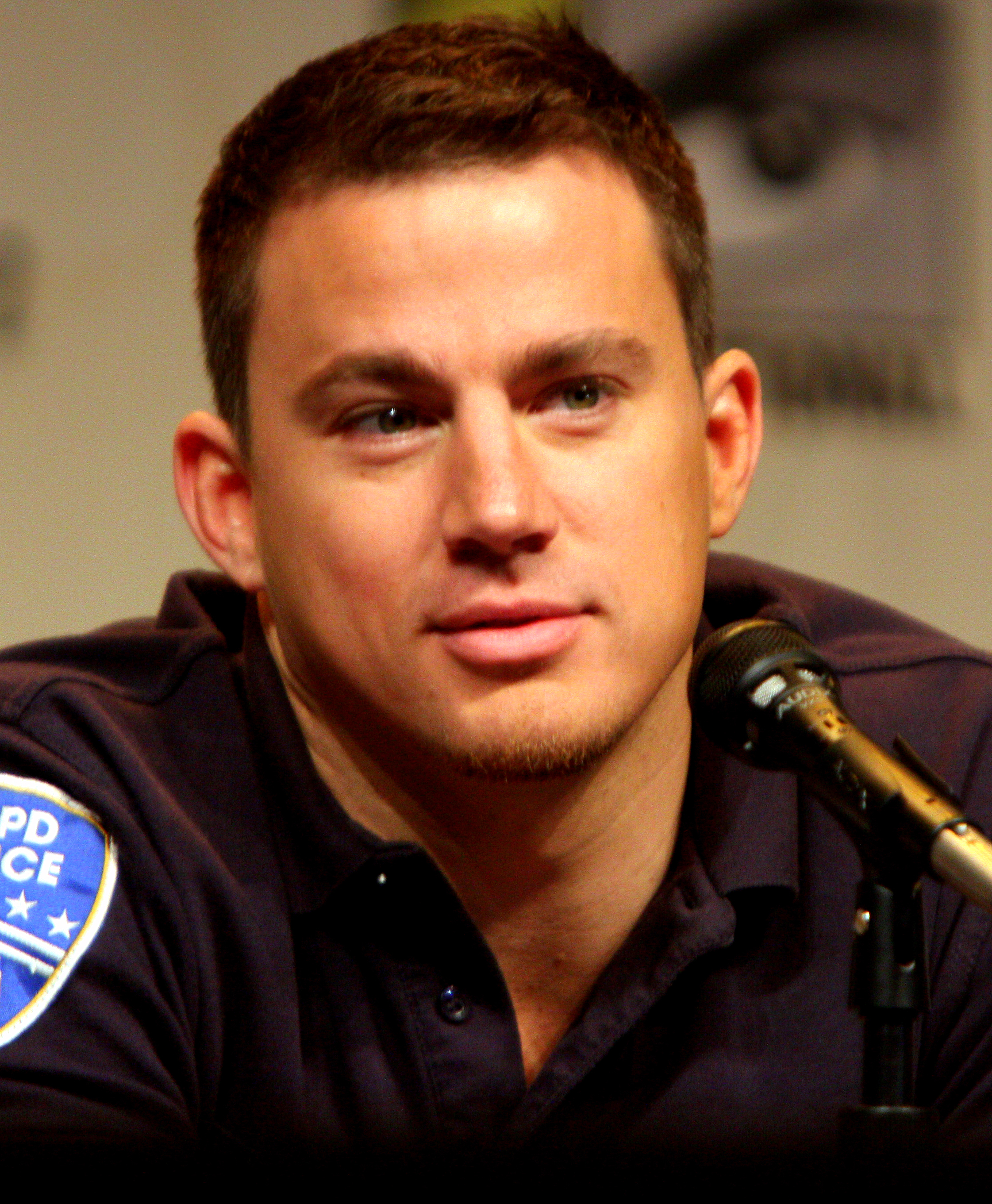
Channing Tatum (* 1980)

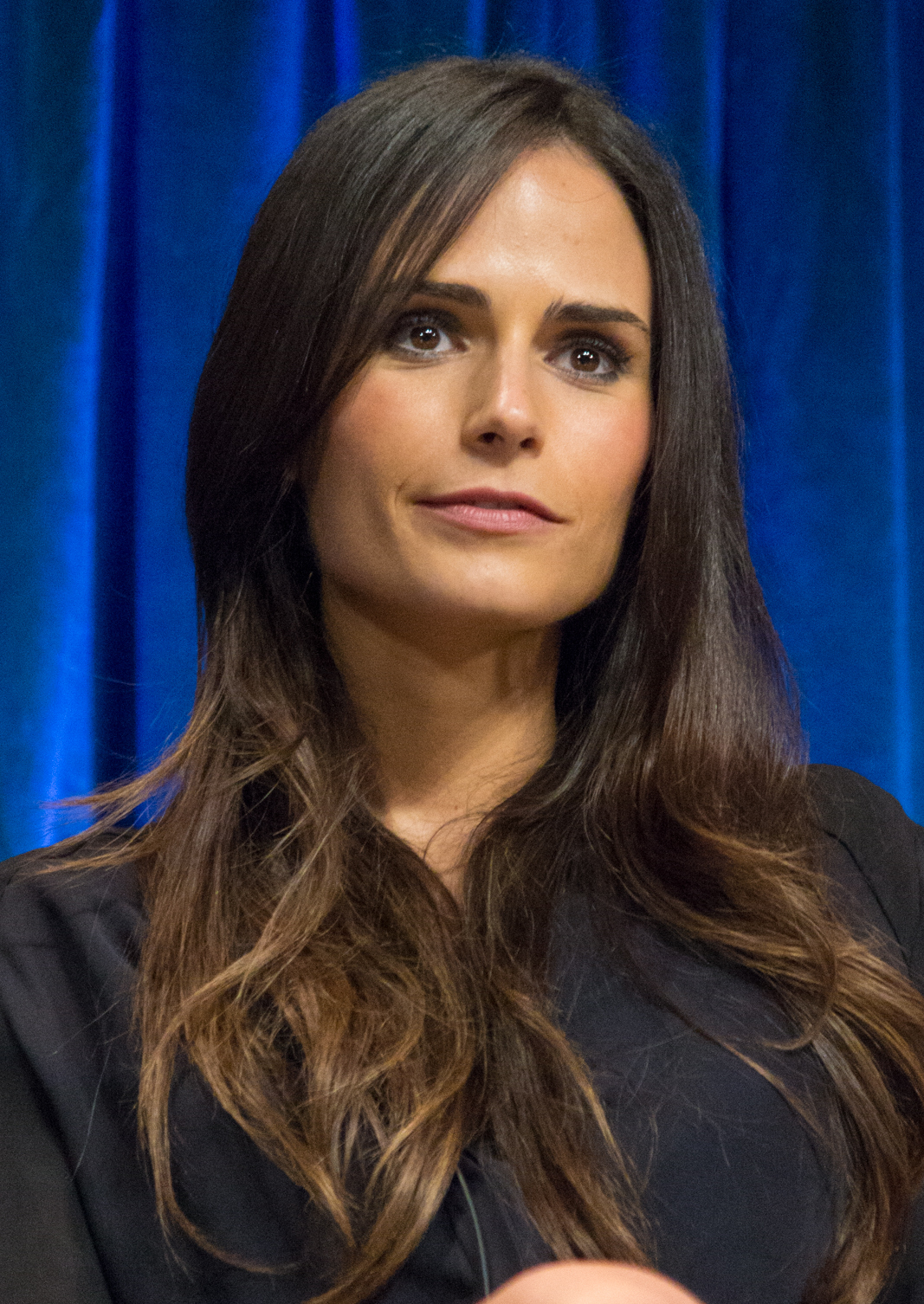
Jordana Brewster (* 1980)

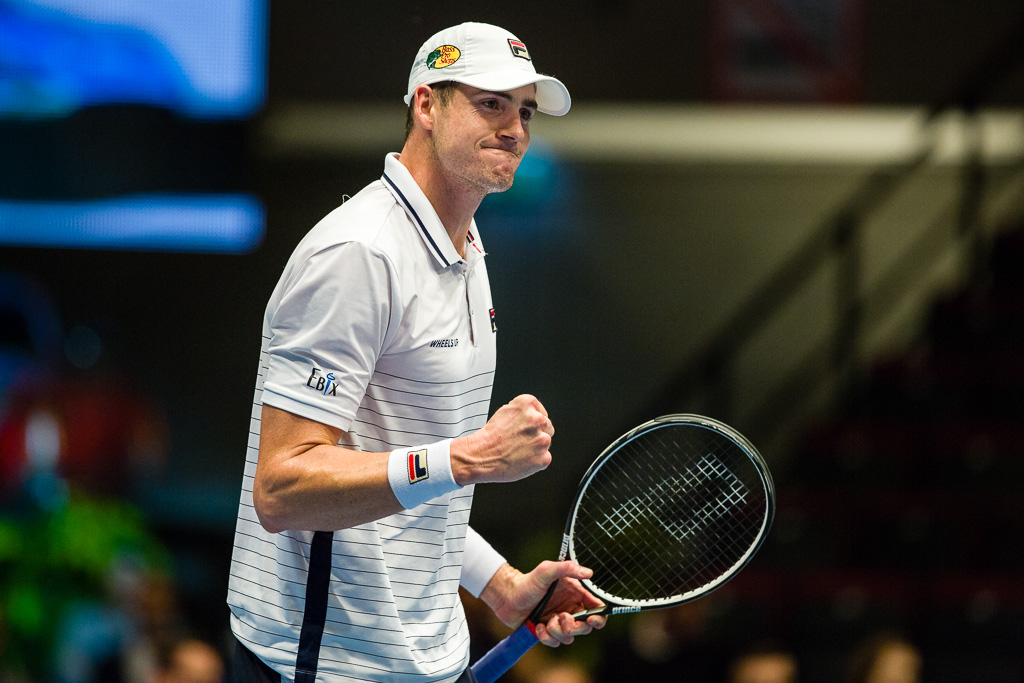
John Isner (* 1985)

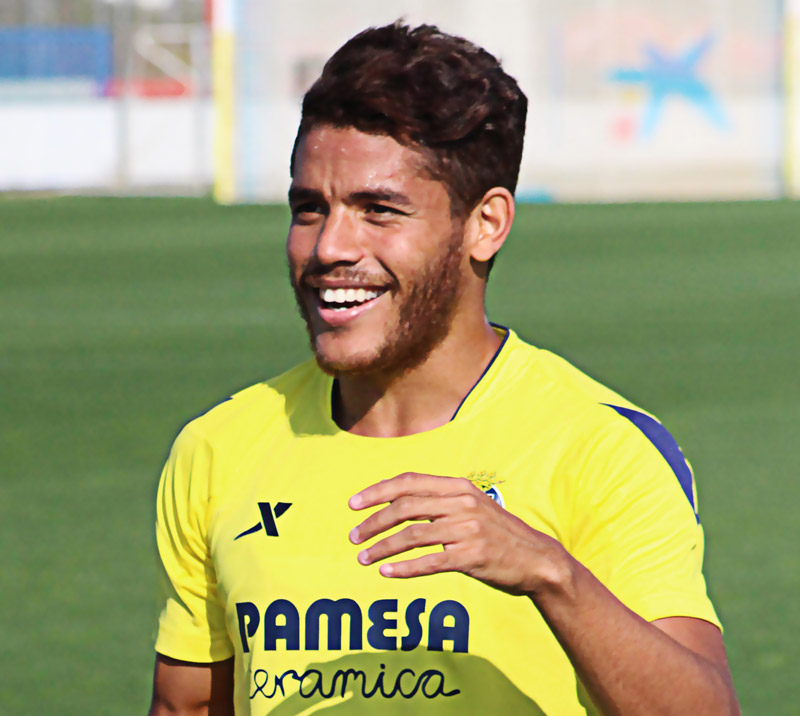
Jonathan dos Santos (* 1990)

- 0121 – Marcus Aurelius, římský císař a filozof († 17. března 180)
- 0570 – Mohamed, islámský prorok († 8. června 632)
- 1319 – Jan II. Francouzský, francouzský král († 8. dubna 1364)
- 1575 – Marie Medicejská, francouzská a navarrská královna jako druhá manželka Jindřicha IV. († 3. července 1642)
- 1648 – Petr II. Portugalský, portugalský král († 9. prosince 1706)
- 1711 – David Hume, anglický filozof († 25. srpna 1776)
- 1765 – Lady Hamiltonová, milenka admirála Horatio Nelsona († 15. ledna 1815)
- 1774 – Anne-Jean-Marie-René Savary, francouzský generál a politik († 2. června 1833)
- 1782 – Marie Amálie Neapolsko-Sicilská, poslední francouzská královna jako manželka Ludvíka Filipa Orleánského († 24. března 1866)
- 1785 – John James Audubon, francouzsko-americký ornitolog, přírodovědec a malíř († 27. ledna 1851)
- 1798 – Eugène Delacroix, francouzský malíř období romantismu († 13. srpna 1863)
- 1812
  - Alfred Krupp, německý průmyslník a vynálezce († 14. července 1887)
  - Friedrich von Flotow, německý operní skladatel († 24. ledna 1883)
- 1821 – Robert Adamson, skotský chemik a fotograf († 14. ledna 1848)
- 1834 – Hugo Schiff, německý chemik († 8. září 1915)
- 1835 – Luigi Galimberti, kardinál a teolog († 7. května 1896)
- 1841 – Wilhelm Scherer, rakouský germanista († 6. srpna 1886)
- 1861 – Rudolf Stöger-Steiner von Steinstätten, ministr války Rakouska-Uherska († 12. května 1921)
- 1865 – Akseli Gallen-Kallela, finský malíř a designér († 7. března 1931)
- 1872 – Ľudmila Podjavorinská, slovenská prozaička a básnířka († 2. března 1951)
- 1879 – Owen Willans Richardson, anglický fyzik, nositel Nobelovy ceny (1928) za výzkum tepelné emise († 15. února 1959)
- 1885 – Carl Einstein, německý historik umění, spisovatel († 5. července 1940)
- 1886 – Ğabdulla Tuqay, tatarský básník, literární kritik, esejista a překladatel († 15. dubna 1913)
- 1889 – Ludwig Wittgenstein, rakouský filozof († 29. dubna 1951)
- 1890 – Mykola Zerov, ukrajinský literární vědec, literární kritik, básník a překladatel († 3. listopadu 1937)
- 1893 – Dragoljub Mihailović, srbský generál, za druhé světové války vůdce četnických sborů († 18. června 1946)
- 1894 – Rudolf Hess, německý nacistický politik, sekretář Adolfa Hitlera († 17. srpna 1987)
- 1896 – Ernst Udet, německý důstojník, stíhací eso za první světové války († 17. listopadu 1941)
- 1898 – Vicente Aleixandre, španělský básník, nositel Nobelovy ceny († 14. prosince 1984)
- 1900 – Charles Richter, americký seismolog, tvůrce tzv. Richterovy stupnice († 30. září 1985)
- 1902 – Ross Taylor, kanadský hokejista, zlato na OH 1928 († 1984)
- 1905 – Jean Vigo, francouzský filmový režisér a scenárista († 5. října 1934)
- 1907 – Theun de Vries, nizozemský spisovatel a básník († 21. ledna 2005)
- 1909 – Pavel Golovin, ruský polární letec a voják († 27. dubna 1940)
- 1910 – Meša Selimović, bosenský spisovatel prozaik a esejista († 11. července 1982)
- 1914
  - Bernard Malamud, americký spisovatel († 18. března 1986)
  - Wilfrid Mellers, anglický muzikolog a hudební skladatel († 17. května 2008)
- 1916 – Werner Bischof, švýcarský fotograf, jeden z nejvýznamnějších reportážních fotografů 20. století († 16. května 1954)
- 1917 – I. M. Pei, americký architekt († 16. května 2019)
- 1918 – Fanny Blankers-Koenová, nizozemská atletka, čtyřnásobná olympijská vítězka († 25. ledna 2004)
- 1921 – Jimmy Giuffre, americký klarinetista a saxofonista († 24. dubna 2008)
- 1923 – Hasan Tuhamí, místopředseda vlády Egypta († 9. prosince 2009)
- 1924 – Teddy Edwards, americký saxofonista († 20. dubna 2003)
- 1926
  - Al Dewsbury, kanadský hokejista († 16. prosince 2006)
  - Karol Kállay, slovenský umělecký fotograf a dokumentarista († 2012)
  - Oldřich František Korte, hudební skladatel, klavírista, kritik, publicista, fotograf a politický vězeň († 10. září 2014)
- 1932 – Michael Smith, kanadský chemik, nositel Nobelovy ceny († 4. října 2000)
- 1933 – Arno Allan Penzias, americký fyzik, nositel Nobelovy ceny († 22. ledna 2024)
- 1938
  - Duane Eddy, americký kytarista († 30. dubna 2024)
  - Manuel Blum, venezuelský informatik
- 1940 – Giorgio Moroder, italský hudební skladatel
- 1941 – Claudine Auger, francouzská herečka a modelka († 18. prosince 2019)
- 1942 – Svjatoslav Belza, ruský spisovatel, literární a hudební vědec a kritik († 3. června 2014)
- 1943 – Peter Zumthor, švýcarský architekt
- 1944 – Jasuko Konoe, bývalá japonská princezna
- 1947 – Warren Clarke, anglický herec († 12. listopadu 2014)
- 1948 – Josef Bierbichler, německý herec
- 1950 – Elizabeth Chase, zimbabwská pozemní hokejistka, olympijská vítězka († 10. května 2018)
- 1956 – Mansour Bahrami, íránský tenista
- 1959
  - Maroš Kramár, slovenský herec a moderátor
  - Peter Fatialofa, samojský ragbista († 6. listopadu 2013)
- 1961 – Joan Chen, čínská herečka
- 1963 – Jet Li, čínský herec
- 1966 – Jošihiro Togaši, japonský manga umělec
- 1967 – Darrin Mooney, britský bubeník
- 1971 – Giorgia, celým jménem Giorgia Todrani, italská zpěvačka
- 1973 – Stephanie Grafová, rakouská atletka – běžkyně na středních tratích
- 1975
  - Gunilla Andersson, švédská hokejistka
  - Joey Jordison, americký hudebník, bubeník skupiny Slipknot († 26. července 2021)
- 1977
  - Tom Welling, americký herec, režisér a bývalý model
  - Craig Adams, kanadský hokejista
- 1978 – Stana Katic, kanadská herečka a mezzosopranistka
- 1979 – Alexandr Stěpanov, ruský hokejový útočník
- 1980
  - Channing Tatum, americký herec a bývalý model
  - Jordana Brewster, americká filmová herečka brazilského původu
- 1983 – José María López, argentinský automobilový závodník, pilot formule 1
- 1984 – Petrina Priceová, australská atletka (skok do výšky)
- 1985
  - John Isner, americký tenista
  - Jemima Kirke, britská herečka a umělkyně
- 1993 – Tommaso Allan, italský ragbista
- 1997 – Kirill Kaprizov, ruský hokejista
- 2000 – Paolo Garbisi, italský ragbista

## Úmrtí

### Česko

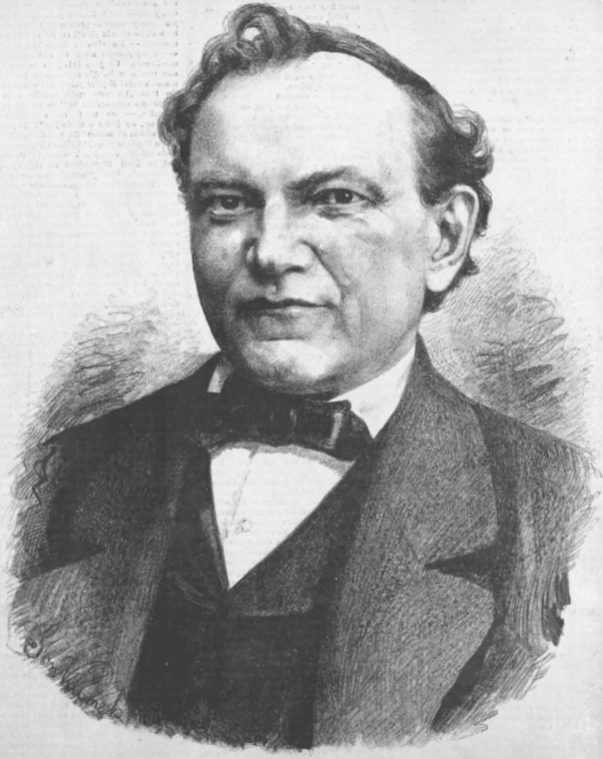
Karel Strakatý (* 1868)

- 1865 – Augustin Bartoloměj Hille, litoměřický biskup (* 2. prosince 1786)
- 1868 – Karel Strakatý, operní pěvec, první interpret písně Kde domov můj (* 2. července 1804)
- 1881 – Antonín Dvořák, malíř a fotograf (* 16. prosince 1817)
- 1883 – Cyprián Lelek, katolický kněz a slezský buditel (* 20. října 1812)
- 1884 – Carl Budischowsky, moravský podnikatel (* 24. října 1810)
- 1924 – Josef Labor, klavírista, varhaník, hudební skladatel a pedagog (* 29. června 1842)
- 1934 – František Kordač, římskokatolický teolog, duchovní a arcibiskup pražský (* 11. ledna 1852)
- 1952 – Josef Kepka, vysokoškolský profesor, oběť komunistického teroru (* 26. února 1902)
- 1957 – Ignác Grebáč-Orlov, československý politik, básník a překladatel (* 25. ledna 1888)
- 1965 – Joža Vochala, folklorista a muzejník (* 12. března 1892)
- 1972 – Eva Adamcová, divadelní herečka a překladatelka (* 6. května 1894)
- 1974 – Vladimír Silovský, grafik (* 11. července 1891)
- 1975 – Julius Dolanský, literární historik a politik (* 23. února 1903)
- 1976 – Miloš Lukáš, filolog, překladatel, uznávaný polyglot a esperantista (* 15. září 1897)
- 1979 – Jaroslav Malínský, akademický malíř (* 12. května 1897)
- 1988 – Pavel Wonka, disident, obhájce lidských práv a politický vězeň (* 23. ledna 1953)
- 1992 – Jaromír Wíšo, malíř (* 11. ledna 1911)
- 2002 – Přemysl Blažíček, literární historik a kritik (* 16. dubna 1932)
- 2005 – Josef Nesvadba, spisovatel a lékař (* 19. června 1926)
- 2010 – Jaroslava Staňková, architektka, vysokoškolská učitelka a spisovatelka (* 14. března 1937)
- 2012 – Jaroslav Vacek, figurativní sochař, výtvarník a medailér (* 6. prosince 1923)

### Svět

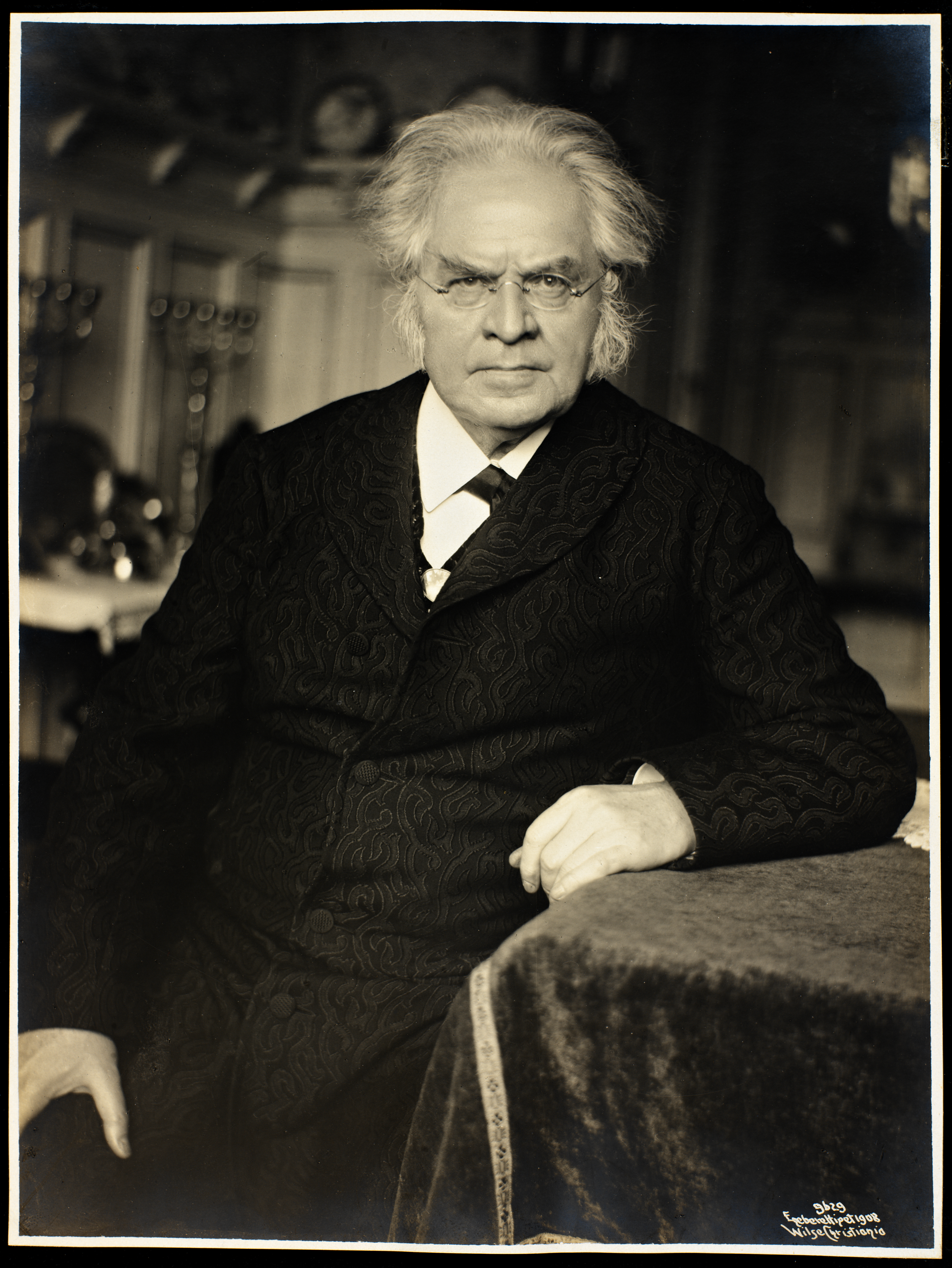
Bjørnstjerne Bjørnson († 1910)

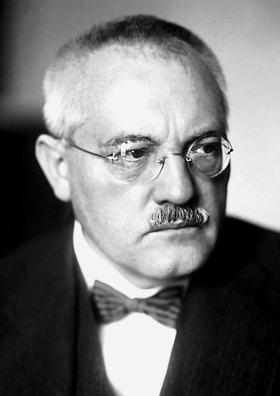
Carl Bosch († 1940)

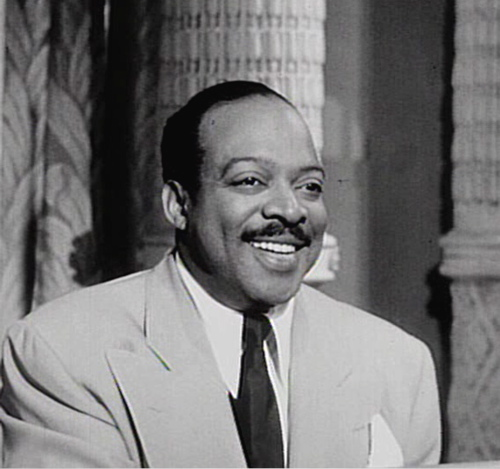
Count Basie († 1984)

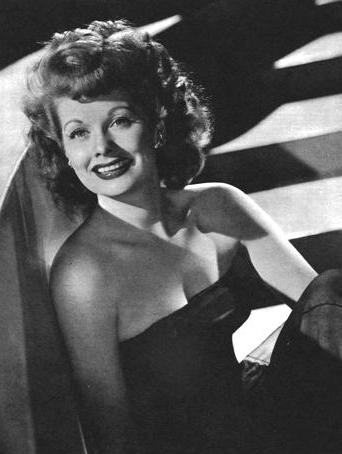
Lucille Ballová († 1989)

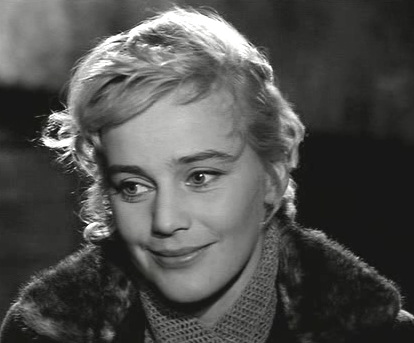
Maria Schell († 2005)

- 0911 – Guifredo II. Borell Barcelonský, hrabě barcelonský, hrabě z Girony a Ausony
- 1196 – Alfonso II. Aragonský, aragonský král (* 1157)
- 1395 – Kateřina Lucemburská, rakouská vévodkyně a pak braniborská markraběnka (* asi 1342)
- 1444 – Robert Campin, nizozemský malíř (* kolem 1375)
- 1476 – Simonetta Vespucciová, italská šlechtična, Botticelliho model pro Venuši (* 1453)
- 1489 – Jošihisa Ašikaga, devátý šógun šógunátu Ašikaga (* 11. prosince 1465)
- 1566 – Diana z Poitiers, milenka francouzského krále Jindřicha z Valois (* 1499)
- 1660 – Alžběta Šarlota Falcká, pruská vévodkyně a braniborská kurfiřtka (* 19. listopadu 1597)
- 1744 – Domenico Natale Sarro, italský hudební skladatel (* 24. prosince 1679)
- 1772 – František Perger, slovenský jezuita (* 1. července 1700)
- 1776 – Wilhelmina Luisa von Hessen-Darmstadt, ruská velkokněžna, první manželka cara Pavla I. jako Natálie Alexejevna (* 25. července 1755)
- 1815 – Carsten Niebuhr, německý zeměměřič a objevitel (* 17. března 1733)
- 1856 – Petr Čaadajev, ruský křesťanský filozof a politický myslitel (* 7. června 1794)
- 1864 – Augusta Ferdinanda Toskánská, rakouská arcivévodkyně (* 1. dubna 1825)
- 1865 – John Wilkes Booth, americký herec, který spáchal atentát na amerického prezidenta Abrahama Lincolna (* 10. května 1838)
- 1877 – Louise-Angélique Bertinová, francouzská hudební skladatelka a básnířka (* 15. ledna 1805)
- 1879 – Andrej Ľudovít Radlinský, slovenský kněz, fyzik, jazykovědec, pedagog (* 8. července 1817)
- 1881 – Ludwig von der Tann-Rathsamhausen, bavorský generál (* 18. června 1815)
- 1896 – Vincenz Pilz, rakouský sochař (* 14. listopadu 1816)
- 1893 – Carl Frederik Nyman, švédský botanik (* 31. srpna 1820)
- 1899 – Karl Sigmund von Hohenwart, předlitavský státní úředník a politik (* 12. února 1824)
- 1906 – Eduard von Kindinger, předlitavský státní úředník a politik (* 25. prosince 1833)
- 1910 – Bjørnstjerne Bjørnson, norský kriticko-realistický prozaik, dramatik, básník a publicista, nositel Nobelovy ceny (* 8. prosince 1832)
- 1912 – Hermann Zabel, německý botanik – dendrolog (* 22. září 1832)
- 1914 – Eduard Suess, rakouský geolog a paleontolog (* 20. srpna 1831)
- 1920 – Srinivasa Ramanujan, indický matematický génius (* 22. prosince 1887)
- 1931 – George Herbert Mead, americký filozof a sociální psycholog (* 27. února 1863)
- 1938 – Edmund Husserl, německý filozof moravského původu (* 8. dubna 1859)
- 1940 – Carl Bosch, německý chemik, nositel Nobelovy ceny za rok 1931 (* 27. srpna 1874)
- 1945 – Pavlo Skoropadskyj, ukrajinský politik a vojevůdce, hlava Ukrajinské lidové republiky (* 15. května 1873)
- 1946 – Hermann Graf Keyserling, německý filozof (* 20. července 1880)
- 1950 – Robert Macalister, irský archeolog (* 8. července 1870)
- 1951 – Arnold Sommerfeld, německý teoretický fyzik, průkopník rozvoje atomové a kvantové fyziky (* 5. prosince 1868)
- 1957 – Gičin Funakoši, japonský učitel karate (* 10. listopadu 1868)
- 1960 – Gustaf Lindblom, švédský olympijský vítěz v trojskoku (* 3. prosince 1891)
- 1961 – Hari Singh, poslední vládnoucí mahárádža indického knížecího státu Džammú a Kašmír (* 30. září 1895)
- 1962 – Alexandrina Luisa Dánská, hraběnka z Castellu (* 12. prosince 1914)
- 1968
  - John Heartfield, německý malíř, grafik a výtvarník zabývající se fotomontáží a politickou satirou (* 19. června 1891)
  - Benno Landsberger, německý asyriolog židovského původu (* 21. dubna 1890)
- 1969 – Morihei Uešiba, učitel bojových umění a zakladatel aikida (* 14. prosince 1883)
- 1973 – Hans Hofer, česko-rakouský herec a režisér (* 12. dubna 1907)
- 1976
  - Armstrong Sperry, americký spisovatel a ilustrátor (* 7. listopadu 1897)
  - Andrej Antonovič Grečko, sovětský voják a politik ukrajinské národnosti (* 4.(17.) října 1903)
- 1980 – Michail Nikolajevič Čisťakov, maršál dělostřelectva Sovětského svazu (* 18. listopadu 1896)
- 1984
  - Count Basie, americký jazzový pianista, varhaník, kapelník a skladatel (* 21. srpna 1904)
  - Helge Løvland, norský olympijský vítěz v desetiboji (* 11. května 1890)
- 1986 – Broderick Crawford, americký herec (* 9. prosince 1911)
- 1988 – Valerij Legasov, sovětský vědec, vedoucí vyšetřovací komise černobylské havárie (* 1. září 1936)
- 1989 – Lucille Ballová, americká komediální herečka (* 6. srpna 1911)
- 1994 – Masutacu Ójama, korejský karatista (* 23. července 1923)
- 2002 – Gustáv Valach, slovenský herec (* 16. března 1921)
- 2004 – Hubert Selby, americký spisovatel (* 25. července 1928)
- 2005
  - Augusto Roa Bastos, paraguayský spisovatel (* 13. června 1917)
  - Maria Schell, rakouská herečka (* 15. ledna 1926)
- 2006 – Juval Ne'eman, fyzik, ministr vědy a rozvoje Izraele (* 14. května 1925)
- 2007 – Shin Hyon Hwak, ministerský předseda Jižní Koreje (* 29. října 1920)
- 2013 – George Jones, americký country zpěvák (* 12. září 1931)
- 2015 – Jayne Meadows, americká herečka (* 23. září 1919)
- 2017 – Jonathan Demme, americký režisér (* 1944)

## Svátky

### Česko
- Oto, Ota
- Ervína
- Odon
- Udo, Uve

### Svět
- Světový den duševního vlastnictví
- Mezinárodní den vzpomínky na Černobyl
- Tanzanie: Den unie
- Guinea-Bissau: Municipal Holiday
- Slovensko: Jaroslava
- Austrálie: Anzac Day
- Florida: Památeční den konfederace

### Liturgický kalendář
- Sv. Richarius
- Trudpert

| 26. duben v pražském KlementinuÚdaje jsou platné k 19. 8. 2025. | 26. duben v pražském KlementinuÚdaje jsou platné k 19. 8. 2025. | 26. duben v pražském KlementinuÚdaje jsou platné k 19. 8. 2025. |
| minimum                                                         | denní průměr                                                    | maximum                                                         |
| --------------------------------------------------------------- | --------------------------------------------------------------- | --------------------------------------------------------------- |
| −1,6 °C (1972)                                                  | 10,6 °C (od 1961)                                               | 26,9 °C (2019)                                                  |